# Paramucrona srunua
Paramucrona srunua är en stekelart som beskrevs av John S. Noyes 2004. Paramucrona srunua ingår i släktet Paramucrona och familjen sköldlussteklar.
Artens utbredningsområde är Costa Rica. Inga underarter finns listade i Catalogue of Life.